# Koolwijk (Noord-Brabant)

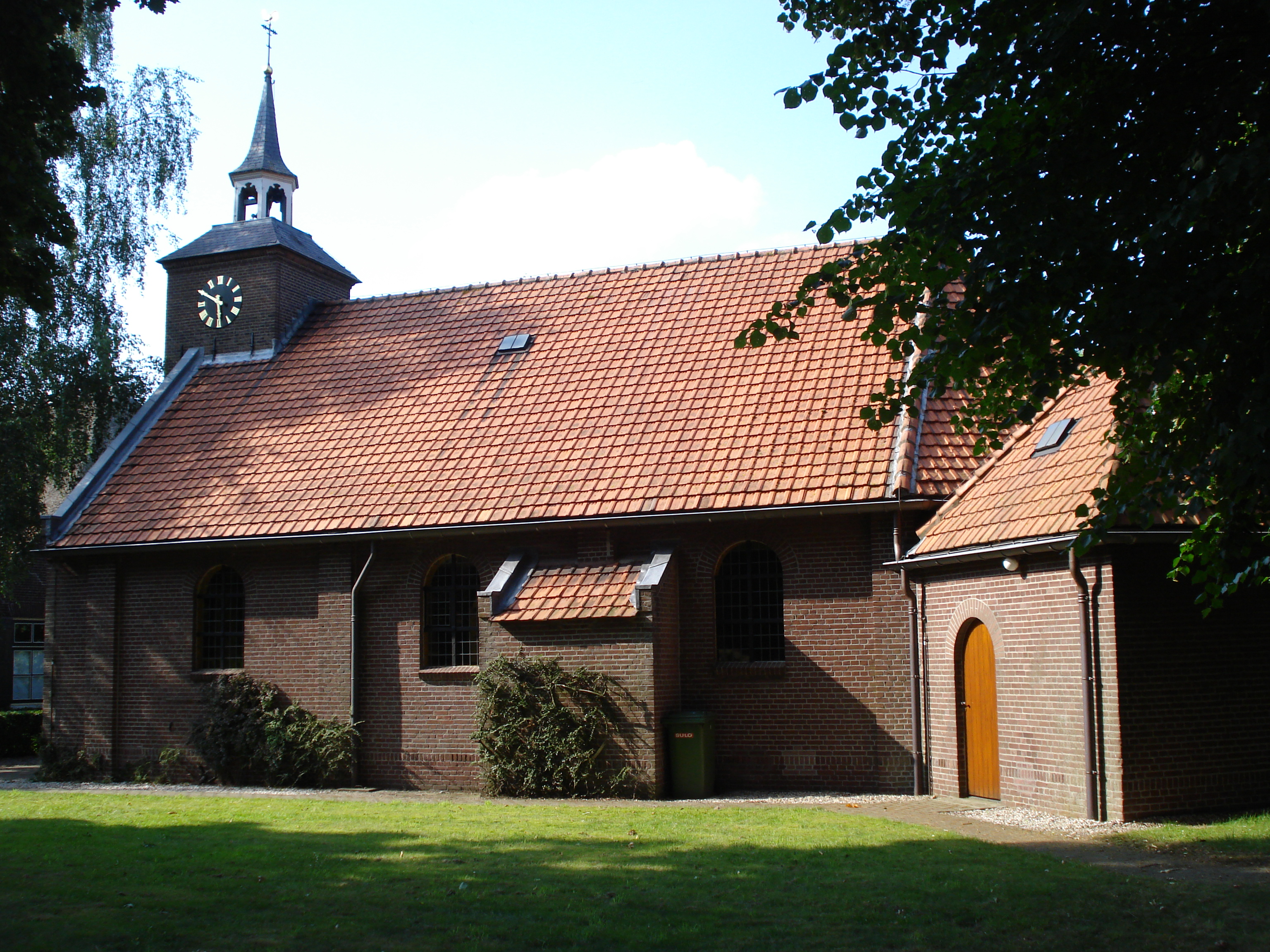
Sint-Annakapel

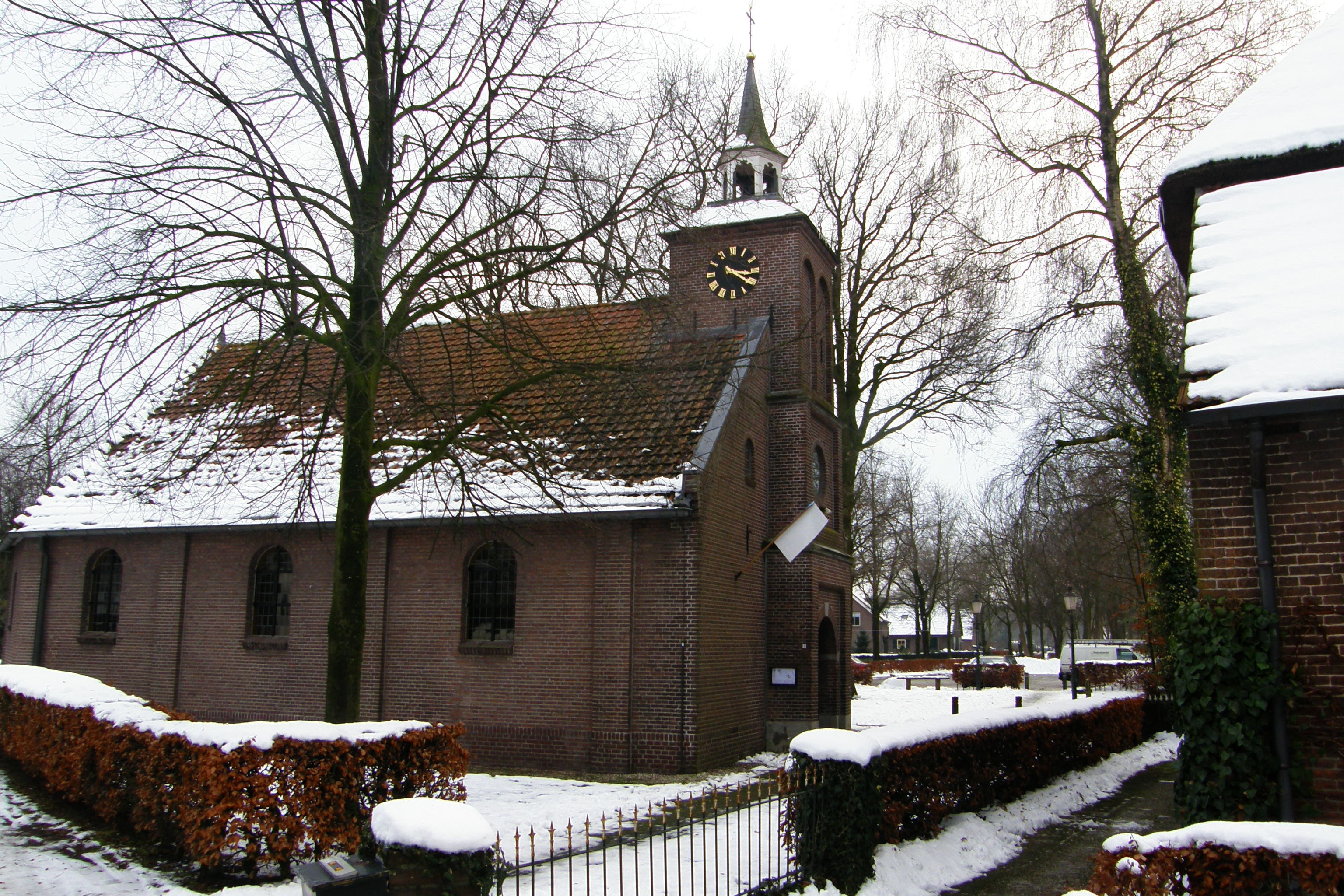
Sint-Annakapel

Koolwijk (in het plaatselijk dialect als Kôlluk uitgesproken) is een buurtschap in de Nederlandse provincie Noord-Brabant en is een van de kernen van de gemeente Oss. Echter, van oudsher voelen de bewoners zich meer betrokken bij Herpen, de voormalige gemeente waar het tot 1941 een onderdeel van was. De buurtschap Koolwijk valt, ook voor de postadressen, onder het dorp Herpen. Tot 1 januari 2003 behoorde Koolwijk tot de gemeente Ravenstein, die op die datum in de gemeente Oss is opgegaan. Tot 31 december 2017 was de Koolwijk een eigen woonplaats volgens de Basisregistratie Adressen en Gebouwen. Vanaf 2018 valt de Koolwijk onder de woonplaats Herpen. 
Koolwijk is gelegen tussen Berghem en Herpen in. Ondanks dat het niet meer dan een gehucht is, wordt het verdeeld in de Grote Koolwijk en de Kleine Koolwijk. Het laatste gehucht ligt een kilometer ten westen van de Grote Koolwijk in de richting van Berghem. Op 1 januari 2023 telde de buurtschap 320 inwoners, verdeeld over 119 woningen, met een gemiddelde WOZ-waarde van € 518.000, op een oppervlakte van 9,05 km².
Voorheen was de Koolwijk een agrarische gemeenschap waar bijna iedere inwoner een agrariër was, thans zijn de meeste agrarische bedrijven verdwenen.

## Toponymie
De naam komt van een koele en heldere beek die vroeger van de hogere heidegronden naar de Beerse Maas liep. Vroeger heette het dorp dan ook Koelbeek of Coelbeeck. Later is dit veranderd in Koolwijk.

## Ligging
Vanuit Herpen begint de Koolwijk bij de kruising Berghemseweg - Schaijkseweg en het loopt tot aan de oude gemeentegrens van de gemeente Ravenstein. Deze grens loopt gedeeltelijk midden over de huidige Hoefstraat en Stationshoek. Later heeft de gemeente Ravenstein het gebied uitgebreid door het hele gebied aan de noordzijde van de snelweg A50 Koolwijk te noemen. 
De Koolwijk kende voor 1850 geen straatnamen. De bestaande paden werden aangegeven met een letter en een nummer, te beginnen met A89 (het huidige Berghemseweg 10) en oplopend tot en met A120 (het huidige Hoefstraat 16). 
Eeuwenlang was de Koolwijk een rustig en afgelegen gehucht. De voornaamste doorgaande weg in het verleden was de Heesche Baan. Verder lagen er wel veel verscheidene karrewegen, die vaak moeilijk begaanbaar waren. Rond 1860 verzochten de gemeenten Schaijk, Herpen, Berghem, Haren en Megen, de provincie Noord-Brabant om, met overheidssteun gezamenlijk een verharde weg aan te leggen vanaf de Bossche Baan, via de kom van Schaijk, de Aalstvoort, Winterschoot, dan via de Koolwijk naar Berghem, via de Harense Steeg naar het dorp Haren en ten slotte naar de Maasdijk in Megen. De verharde weg bestond in de kom van Schaijk uit 780 ellen klinkers en op de Koolwijk uit een gedeelte met kinderkoppen, voor de rest bestond de gehele weg uit grind. 
Ruim 70 jaren lang hebben de bewoners van de Koolwijk het met deze grindweg moeten doen, totdat tussen 1925 en 1930 door de provincie werd besloten het onderhoud van wegen te herzien. Een nieuwe methode was toen in opkomst, namelijk het aanleggen van geteerde wegen. Ook de Koolwijk zou een 'tarweg' krijgen.

## Sint-Annakapel
De Sint-Annakapel op de Grote Koolwijk werd voor het eerst vermeld in 1485, toen de Annaverering grote populariteit genoot. Ze vormde een onderdeel van de parochie Herpen. Het betrof een kleine eenbeukige kapel.
Na 1629 fungeerde de kapel als grenskerk, in het Land van Ravenstein gelegen, voor de bewoners van de nabijgelegen Meierij van 's-Hertogenbosch, waar de uitoefening van de katholieke godsdienst verboden was. Na 1672 kwam hier een einde aan, daar schuurkerken voortaan toegestaan waren. De kapel werd omstreeks deze tijd vergroot en kreeg een toren.
In 1820 werd de kapel opnieuw uitgebreid doordat men nu de zijbeuken verlengde langs de toren heen. Uiteindelijk kwam er in 1936 een ingrijpende verbouwing tot stand waarbij muren geheel werden afgebroken en nieuw opgetrokken, de toren werd verhoogd en een sacristie werd aangebouwd. De huidige kapel wordt omschreven als een eenvoudige bakstenen georiënteerde kapel met pannendak, driezijdige koorsluiting en lage ingebouwde toren met open dakruiter.
De kapel bezit een waardevol gepolychromeerd beeld uit omstreeks 1490 van Anna te Drieën. Een kopie daarvan bevindt zich in een buitennis in de oostelijke koorsluiting. Voorts is er een neobarok beeld van Anna met Maria uit de eerste helft van de 19e eeuw.
De kapel was het doel van een jaarlijkse bedevaart. In de 18e eeuw verwierf men een reliek van de Heilige Anna en op 15 mei 1801 deed Paus Pius VII een aflaatbul uitgaan, zodat aan hen die de kapel op 26 juli bezochten een volle aflaat werd verleend.
Ook tegenwoordig wordt op de feestdag van Sint-Anna een openluchtmis gehouden en wel op het nabijgelegen Kapelveld. Hieraan nemen honderden mensen deel, in 1997 zelfs 2000.

## Natuur en landschap
Koolwijk wordt aan de zuidzijde begrensd door het op een dekzandrug gelegen natuurgebied Herperduin. Ten noorden van Koolwijk ligt het rivierkleigebied dat samenhangt met de bedding van de Beerse Maas. Dit landbouwgebied wordt doorsneden door de Hertogswetering.

## Trivia
- In 2011 heeft de Stichting Herpen in Woord en Beeld een boek uitgebracht over de bewoners van de Koolwijk en het recente verleden van de buurtschap. Het boek heeft de titel De Koolwijk, een parel in Brabant.
- Wanneer vroeger iemand op de Koolwijk werd bediend, of was overleden dan werd er drie avonden op rij in de kapel gezamenlijk het rozenhoedje gebeden. Kinderen werden er op uit gestuurd om dat rond te zeggen. Die holden dan de huizen langs en riepen: "Ik kwaam zegge dé 't vanovend bidde waar." En iedereen wist dan over wie het ging.

## Nabijgelegen kernen
Herpen, Dennenburg, Berghem